# Albrecht Wilhelm Tronnier
Albrecht Wilhelm Tronnier (* 19. Februar 1902 in Göttingen; † 1. Dezember 1982 ebenda) war ein einflussreicher deutscher Optik-Konstrukteur des 20. Jahrhunderts. Allein in Deutschland wurden von Tronnier 124 Patente erfolgreich angemeldet.

## Berufliche Stationen

### Schneider Kreuznach
Tronnier trat am 1. Oktober 1924 als Leiter des wissenschaftlich-mathematischen Büros in die Jos. Schneider Optische Werke in Bad Kreuznach ein. Er begann dort mit einer Reorganisation des Fertigungsprogramms. Während der Leitung von Tronnier wurden u. a. entwickelt und patentiert:
- 1926: Xenar 1:4,5
- 1929: Aero-Xenar 1:4,5 für die Fairchild Corporation (USA),
- 1930: Angulon 1:6,8; DRP 579788Weitwinkel-Objektiv,[4]
- 1932: Kino-Xenon 1:1,5
- 1934: Xenon (Objektiv) 1:2,0 (Kleinbild, Fernsehaufnahme, Kopiergeräte)[5]
- 1935: Neu-Rechnung Xenar 1:2,8 und 1:3,5 (Kleinbild); DRP 667453 und 753329 sowie US-Patent 2.084.714[6]
- 1935: Aero-Xenar 1:3,5
- 1935: Erweiterung des Kino-Xenon 1:1,5/50 mm zum LEICA-Xenon.

Die von Tronnier entwickelten Objektive waren auch militärisch von hoher Bedeutung. Wichtige Kriegsgüter waren beispielsweise die ab 1934 entwickelten Aero-Xenare für die Luftaufklärung. So wurde das 1934 entwickelte Xenon 1:2.0 ab 1936 als Luftwaffen-Handkamera mit 12,5 cm Brennweite für 7 × 9 cm Negative eingesetzt und bei ISCO (siehe unten) 54.950 Mal gebaut.

### ISCO Göttingen
Am 1. Juli 1936 übernahm Stefan Roeschlein die Aufgabe von Tronnier, der den Aufbau des Göttinger Schwesterbetriebs von Schneider, ISCO, übernommen hatte. In der am 30. März 1936 als "Jos. Schneider & Co., Optische Werke, Göttingen, KG" gegründeten ISCO wurde Tronnier zum Geschäftsleiter und Prokuristen bestellt. Zum Ausbau der Rüstungsproduktion von Schneider beschleunigte das Reichs-Luftfahrtministerium den Aufbau einer hochspezialisierten Göttinger Fabrik. In Ergänzung zu den Aero-Xenaren wurden unter Tronniers Leitung in Göttingen dann die hoch-lichtstarken Nacht-Xenone für die Luftaufklärung entwickelt:
- 1940: Nacht-Xenon 1:1,5/300 mm,
- 1943: Nacht-Xenon 1:2,2/300 mm,
- 1943: Nacht-Xenon 1:2,3/400 mm,
- 1944: Nacht-Xenon 1:1,7/300 mm.

International wurde das 1937 entwickelte Xenar 1:2,8 auch als Kodak-Ektar 1:2,8 verkauft.
In den 1940er-Jahren arbeitete Tronnier auch an der Entwicklung von militärischen Großbinokularen für die Flugzeugbeobachtung und -identifikation. Für diesen Zweck entwarf er insbesondere Ultra-Weitwinkel Okulare mit einem scheinbaren Gesichtsfeld von 82° und 110°.

### Farrand Optical Company, New York
Nach Ende des Zweiten Weltkriegs hielt sich Tronnier zumindest zeitweilig in den USA auf. Für die Farrand Optical Company arbeitete er an der Entwicklung des Militär-Feldstechers T14 (7*50).
Mitte bis Ende 1950er Jahre reichte Tronnier mit Wohnsitz in New York mehrere Patente für Farrand ein (z. B. Nr. 2.807.983 für ein lichtstarkes, modifiziertes Gaußsches Doppelobjektiv; Nr. 2.923.203 für ein lichtstarkes Objektiv mit großem Bildwinkel; ebenso: 2.837.009). Ein Patent für extrem lichtstarkes Objektiv (bis 1:1,2 und darunter) wurde von ihm für Farrand 1955 eingereicht (Nr. 2.861.500).

### Voigtländer Braunschweig
Seit 1944 war Tronnier wissenschaftlicher Berater von Voigtländer im nahen Braunschweig. Nach Ende des Zweiten Weltkriegs arbeitete Tronnier, zumindest teilweise als "freier Mitarbeiter" und anfänglich auf Wunsch der englischen Besatzungsverwaltung, für das Braunschweiger Unternehmen Voigtländer.
Wichtige für Voigtländer entwickelte Objektive waren
- Color-Skopar 1:2,8 (Kleinbild) bis 1:3,6 (6x9-Mittelformat); US-Patent 2.573.511; eine aus dem älteren Skopar abgeleitete Tessar-Variante[14]
- Color-Heliar 1:3,5 (6x9-Mittelformat); DBP 888772; für die Bessa II[15]
- Ultron 1:2,0 (Kleinbild); US-Patente 2.627.204 und 2.627.205[16]
- Super-Ultron 1:0.87 (Suer-Farron 0,87),
- Nokton 1:1,5 (Kleinbild); US-Patente 2.645.155 und 2.646.721[17] bzw. als siebenlinsige Version für Spiegelreflexkameras das ähnliche Septon.

Für Voigtländer reichte Tronnier 1956 auch ein US-Patent für ein Teleobjektiv (Nr. 2.810.322) ein.

### Zeiss/Voigtländer
Ab 1956 kam Voigtländer zum westdeutschen Zeiss-Konzern. Für Zeiss/Voigtländer rechnete Tronnier bis 1970 u. a.
- Color-Ultron 1:1,8 (Zeiss-Planar 1:1,8)
- Ultron 1:1,8/50 mm.

## Ehrungen
Am 14. Februar 1951 wurde A. W: Tronnier auf Vorschlag der Mathematisch-philosophischen Fakultät der Technischen Universität Braunschweig der Titel eines Doktors der Ingenieurwissenschaften ehrenhalber (Dr.-Ing. E. h.) verliehen.